# Vovbre
Vovbre (nemško Haimburg) je naselje v Občini Velikovec v Okraju Velikovec na Koroškem v Avstriji.